# Seznam dílů seriálu Čas čarodějnic
Toto je seznam dílů seriálu Čas čarodějnic. Britský televizní fantasy seriál Čas čarodějnic vznikl v produkci Bad Wolf a Sky Productions. Jeho první řadu premiérově odvysílala britská stanice Sky One na podzim 2018, pokračování přišlo na obrazovky v lednu 2021.

## Přehled řad
| Řada | Díly | Premiéra ve VB | Premiéra ve VB    |
| Řada | Díly | První díl      | Poslední díl      |
| ---- | ---- | -------------- | ----------------- |
| 1    | 8    | 14. září 2018  | 2. listopadu 2018 |
| 2    | 10   | 8. ledna 2021  | 12. března 2021   |
| 3    | 7    | 7. ledna 2022  | 18. února 2022    |

## Seznam dílů

### První řada (2018)
| Č. v seriálu | Č. v řadě | Původní název | Český název | Režie              | Scénář                     | Britská premiéra (Sky One) | Česká premiéra (HBO) | Sledovanost ve VB |
| ------------ | --------- | ------------- | ----------- | ------------------ | -------------------------- | -------------------------- | -------------------- | ----------------- |
| 1            | 1         | Episode 1     | 1. díl      | Juan Carlos Medina | Kate Brooke                | 14. září 2018              | 28. října 2018       | 1,26              |
| 2            | 2         | Episode 2     | 2. díl      | Juan Carlos Medina | Kate Brooke                | 21. září 2018              | 30. října 2018       | 1,64              |
| 3            | 3         | Episode 3     | 3. díl      | Alice Troughton    | Kate Brooke                | 28. září 2018              | 6. listopadu 2018    | 1,42              |
| 4            | 4         | Episode 4     | 4. díl      | Alice Troughton    | Kate Brooke a Tom Farrelly | 5. října 2018              | 13. listopadu 2018   | 1,15              |
| 5            | 5         | Episode 5     | 5. díl      | Alice Troughton    | Charlene James             | 12. října 2018             | 20. listopadu 2018   | 1,19              |
| 6            | 6         | Episode 6     | 6. díl      | Sarah Walker       | Charlene James             | 19. října 2018             | 27. listopadu 2018   | 1,06              |
| 7            | 7         | Episode 7     | 7. díl      | Sarah Walker       | Sarah Dollard              | 26. října 2018             | 4. prosince 2018     | 1,29              |
| 8            | 8         | Episode 8     | 8. díl      | Sarah Walker       | Kate Brooke                | 2. listopadu 2018          | 11. prosince 2018    | 1,21              |

### Druhá řada (2021)
| Č. v seriálu | Č. v řadě | Původní název | Český název | Režie              | Scénář                       | Britská premiéra (Sky One) | Česká premiéra (HBO GO) | Sledovanost ve VB |
| ------------ | --------- | ------------- | ----------- | ------------------ | ---------------------------- | -------------------------- | ----------------------- | ----------------- |
| 9            | 1         | Episode 1     | 1. díl      | Farren Blackburn   | Sarah Dollard                | 8. ledna 2021              | 8. ledna 2021           | 0,95              |
| 10           | 2         | Episode 2     | 2. díl      | Philippa Langdale  | Susie Conklin                | 15. ledna 2021             | 8. ledna 2021           | 0,50              |
| 11           | 3         | Episode 3     | 3. díl      | Philippa Langdale  | Polly Buckle                 | 22. ledna 2021             | 8. ledna 2021           | 0,49              |
| 12           | 4         | Episode 4     | 4. díl      | Farren Blackburn   | Pete McTighe                 | 29. ledna 2021             | 8. ledna 2021           | 0,24              |
| 13           | 5         | Episode 5     | 5. díl      | Philippa Langdale  | Lisa Holdsworth              | 5. února 2021              | 8. ledna 2021           | 0,30              |
| 14           | 6         | Episode 6     | 6. díl      | Jonathan Teplitzky | Pete McTighe                 | 12. února 2021             | 8. ledna 2021           | 0,25              |
| 15           | 7         | Episode 7     | 7. díl      | Farren Blackburn   | Joseph Wilde                 | 19. února 2021             | 8. ledna 2021           | 0,15              |
| 16           | 8         | Episode 8     | 8. díl      | Farren Blackburn   | Pete McTighe                 | 26. února 2021             | 8. ledna 2021           | 0,18              |
| 17           | 9         | Episode 9     | 9. díl      | Jonathan Teplitzky | Michelle Gayle               | 5. března 2021             | 8. ledna 2021           | —                 |
| 18           | 10        | Episode 10    | 10. díl     | Farren Blackburn   | Susie Conklin a Pete McTighe | 12. března 2021            | 8. ledna 2021           | 0,19              |

### Třetí řada (2022)
| Č. v seriálu | Č. v řadě | Původní název | Český název | Režie           | Scénář               | Britská premiéra (Sky Max) | Česká premiéra (HBO) | Sledovanost ve VB |
| ------------ | --------- | ------------- | ----------- | --------------- | -------------------- | -------------------------- | -------------------- | ----------------- |
| 19           | 1         | Episode 1     | 1. díl      | Jamie Donoughue | Lisa Holdsworth      | 7. ledna 2022              | 29. března 2022      | 0,71              |
| 20           | 2         | Episode 2     | 2. díl      | Jamie Donoughue | Helen Raynor         | 14. ledna 2022             | 29. března 2022      | 0,20              |
| 21           | 3         | Episode 3     | 3. díl      | Debs Paterson   | Michelle Gayle       | 21. ledna 2022             | 5. dubna 2022        | 0,20              |
| 22           | 4         | Episode 4     | 4. díl      | Debs Paterson   | Matt Evans           | 28. ledna 2022             | 5. dubna 2022        | 0,22              |
| 23           | 5         | Episode 5     | 5. díl      | Debs Paterson   | Lisa Holdsworth      | 4. února 2022              | 12. dubna 2022       | 0,13              |
| 24           | 6         | Episode 6     | 6. díl      | Jamie Donoughue | Christopher Cornwell | 11. února 2022             | 12. dubna 2022       | —                 |
| 25           | 7         | Episode 7     | 7. díl      | Jamie Donoughue | Helen Raynor         | 18. února 2022             | 19. dubna 2022       | —                 |